# Tical
Tical — дебютний сольний студійний альбом американського репера і учасника Wu-Tang Clan Method Man, випущений 15 листопада 1994 року на Def Jam Recordings. Це був перший сольний альбом Wu-Tang, випущений після дебюту гурту Enter the Wu-Tang (36 Chambers). Подібно до всіх сольних проектів Wu-Tang першого покоління, Tical був в основному спродюсований членом групи RZA, який забезпечив темний, похмурий і грубий звук. В альбомі присутні RZA, Raekwon, Inspectah Deck, а також кілька афілійованих груп, які пізніше з’являться в майбутніх проєктах групи. 5 жовтня 2017 року Method Man оголосив у ток-шоу Desus & Mero у Viceland, що назва альбому є абревіатурою, що означає «taking into consideration all lives» («брати до уваги всі життя»). Заголовок альбому Tical також є сленг-терміном, який означає «Блант». 
Альбом був комерційно усіпішним, дебютувавши на четвертому місці в чарті Billboard 200 і на першому місці в Top R&B/Hip-Hop Albums. 18 січня 1995 року альбом отримав золотий статус. 13 липня 1995 він став платиновим за продаж одного мільйона екземплярів. Станом на жовтень 2009 року було продано 1,613,000 копій у Сполучених Штатах. Платівка стала успішною завдяки трьом синглам: «Bring the Pain», «Release Yo' Delf» і «I'll Be There for You/You're All I Need to Get By». Музичні критики оцінили Tical як класичний хіп-хоп альбом. Альбом вважається одним із найуспішніших у жанрі хіп-хопу Східного узбережжя. 

## Список композицій
- Усі пісні спродюсовані RZA, а композиції №7 і №9 спродюсовані спільно 4th Disciple і Method Man.

| #   | Назва                                                                                    | Тривалість |
| --- | ---------------------------------------------------------------------------------------- | ---------- |
| 1.  | «Tical»                                                                                  | 3:57       |
| 2.  | «Biscuits»                                                                               | 2:50       |
| 3.  | «Bring the Pain»                                                                         | 3:10       |
| 4.  | «All I Need»                                                                             | 3:16       |
| 5.  | «What the Blood Clot»                                                                    | 3:25       |
| 6.  | «Meth vs. Chef» (за участю Raekwon)                                                      | 3:36       |
| 7.  | «Sub Crazy»                                                                              | 2:14       |
| 8.  | «Release Yo' Delf» (за участю Blue Raspberry)                                            | 4:15       |
| 9.  | «P.L.O. Style» (за участю Carlton Fisk)                                                  | 2:36       |
| 10. | «I Get My Thang in Action»                                                               | 3:46       |
| 11. | «Mr. Sandman» (за участю RZA, Inspectah Deck, Streetlife, Carlton Fisk і Blue Raspberry) | 3:38       |
| 12. | «Stimulation»                                                                            | 3:46       |
| 13. | «Method Man (Remix)»                                                                     | 3:16       |

| Європейські бонус-треки | Європейські бонус-треки                                                         | Європейські бонус-треки |
| #                       | Назва                                                                           | Тривалість              |
| ----------------------- | ------------------------------------------------------------------------------- | ----------------------- |
| 14.                     | «I'll Be There for You / You're All I Need to Get By» (за участю Mary J. Blige) | 5:08                    |

| Міжнародні бонус-треки | Міжнародні бонус-треки             | Міжнародні бонус-треки |
| #                      | Назва                              | Тривалість             |
| ---------------------- | ---------------------------------- | ---------------------- |
| 14.                    | «Bring the Pain (Remix)»           | 3:26                   |
| 15.                    | «Release Yo' Delf (Prodigy Remix)» | 5:55                   |

## Над альбомом працювали
- Method Man — виконавець, продюсер, звукорежисер
- RZA — музикант, виконавчий продюсер, звукорежисер
- Streetlife — виконавець
- Raekwon — виконавець
- Inspectah Deck — виконавець
- Carlton Fisk — виконавець
- Blue Raspberry — вокал
- Booster — вокал
- 4th Disciple — продюсер
- David Sealy — звукорежисер, асистент звукорежисера, зведення

| - J. Nicholas — звукорежисер, асистент звукорежисера, асистент звукорежисера по зведенню - Rich Keller — звукорежисер, зведення, звукорежисер по зведенню - John Wydrycs — звукорежисер, зведення - Ken 'Duro' Ifill — звукорежисер, асистент звукорежисера - Jack Hersca — звукорежисер - Ethan Royman — звукорежисер - Kevin Thomas — звукорежисер - Tony Dawsey — мастеринг - Jeff Trotter — мастеринг - Shawn Kilmurray — координатор продюсера - Chicu Modu — облкладинка - Drawing Board — дизайн |

## Чарти

### Щотижневі чарти
| Чарт (1994–1995)                       | Найвища позиція |
| -------------------------------------- | --------------- |
| Канада Canadian Albums (Billboard)     | 50              |
| США Billboard 200                      | 4               |
| США Top R&B/Hip-Hop Albums (Billboard) | 1               |

### Річні чарти
| Чарт (1995)                           | Позиція |
| ------------------------------------- | ------- |
| US Billboard 200                      | 75      |
| US Top R&B/Hip-Hop Albums (Billboard) | 9       |

## Сертифікації
| Регіон                                             | Сертифікація | Продажі    |
| -------------------------------------------------- | ------------ | ---------- |
| Канада (Music Canada)                              | Платиновий   | 100 000^   |
| Велика Британія (BPI)                              | Золотий      | 100 000^   |
| США (RIAA)                                         | Платиновий   | 1 000 000^ |
| ^відвантаження, що базуються лише на сертифікаціях |              |            |